# Jules Gounon
Jules Jean-Louis Gounon (* 31. Dezember 1994 in Aubenas) ist ein französischer Rennfahrer, der auch mit einer andorranischen Fahrerlizenz an den Start geht.

## Leben
Jules Gounon ist der Sohn des französischen Automobilrennfahres Jean-Marc Gounon, er begann seine Karriere mit 15 Jahren im Kartsport. Im Jahr 2013 wechselte er in die Französische Formel-4-Meisterschaft, wo er Vizemeister wurde. Er wurde 2017 Meister im ADAC GT Masters auf einer Chevrolet Corvette des deutschen Teams Callaway Competition. Ebenfalls im Jahr 2017 konnte er mit seinen Fahrerkollegen Markus Winkelhock & Christopher Haase das 24-Stunden-Rennen von Spa-Francorchamps gewinnen.
Seit 2018 hat er einen Vertrag als Werksfahrer bei Bentley unterschrieben und geht für das Team in der Blancpain Endurance Series und der Intercontinental GT Challenge an den Start.
Im Jahr 2024 debütierte er am letzten Rennwochenende in der DTM.

## Statistik

### Karrierestationen
| - 2013: Französische Formel-4-Meisterschaft (Platz 2) - 2014: Formel Renault 2.0 Northern European Cup (Platz 23) - 2015: Porsche Carrera Cup Frankreich (Platz 6) - 2016: ADAC GT Masters (Platz 3) - 2017: ADAC GT Masters (Meister) - 2017: 24-Stunden-Rennen von Spa-Francorchamps (Sieger) | - 2018: Blancpain GT Series Endurance Cup (Platz 14) - 2018: Intercontinental GT Challenge (Platz 23) - 2019: 24-Stunden-Rennen von Le Mans (Platz 40) - 2020: 24-Stunden-Rennen von Le Mans (Platz 23) - 2024: DTM (Platz 21) - 2025: DTM |

### Le-Mans-Ergebnisse
| Jahr | Team                  | Fahrzeug            | Teamkollege         | Teamkollege     | Platzierung | Ausfallgrund |
| ---- | --------------------- | ------------------- | ------------------- | --------------- | ----------- | ------------ |
| 2019 | Risi Competizione     | Ferrari 488 GTE     | Luís Felipe Derani  | Oliver Jarvis   | Rang 40     |              |
| 2020 | Risi Competizione     | Ferrari 488 GTE Evo | Sébastien Bourdais  | Olivier Pla     | Rang 23     |              |
| 2025 | Alpine Endurance Team | Alpine A424         | Frédéric Makowiecki | Mick Schumacher | Rang 10     |              |

### Sebring-Ergebnisse
| Jahr | Team                          | Fahrzeug             | Teamkollege      | Teamkollege         | Platzierung | Ausfallgrund |
| ---- | ----------------------------- | -------------------- | ---------------- | ------------------- | ----------- | ------------ |
| 2017 | Montaplast by Land-Motorsport | Audi R8 LMS GT3      | Christopher Mies | Connor De Phillippi | Rang 19     |              |
| 2022 | WeatherTech Racing            | Mercedes-AMG GT3 Evo | Maro Engel       | Cooper MacNeil      | Rang 18     |              |
| 2023 | WeatherTech Racing            | Mercedes-AMG GT3 Evo | Maro Engel       | Daniel Juncadella   | Rang 16     |              |

### Einzelergebnisse in der FIA-Langstrecken-Weltmeisterschaft
| Saison  | Team              | Rennwagen       | 1   | 2   | 3   | 4   | 5   | 6   | 7   | 8   |
| ------- | ----------------- | --------------- | --- | --- | --- | --- | --- | --- | --- | --- |
| 2018/19 | Risi Competizione | Ferrari 488 GTE | SPA | LEM | SIL | FUJ | SHA | SEB | SPA | LEM |
| 2018/19 | Risi Competizione | Ferrari 488 GTE |     |     |     |     | 40  |     |     |     |
| 2019/20 | Risi Competizione | Ferrari 488 GTE | SIL | FUJ | SHA | BAH | AUS | SPA | LEM | BAH |
| 2019/20 | Risi Competizione | Ferrari 488 GTE |     |     |     | 23  |     |     |     |     |
| 2024    | Alpine Team       | Alpine A424     | KAT | IMO | SPA | LEM | SAO | AUS | FUJ | BAH |
| 2024    | Alpine Team       | Alpine A424     |     | 13  | 9   |     |     |     | 7   | 4   |
| 2025    | Alpine Team       | Alpine A424     | KAT | IMO | SPA | LEM | SAO | AUS | FUJ | BAH |
| 2025    | Alpine Team       | Alpine A424     | 13  | 3   | 3   | 10  | 9   |     |     |     |

### Einzelergebnisse in der DTM
| Saison | Team              | Fahrzeug         | 1   | 2   | 3   | 4   | 5   | 6   | 7   | 8   | 9   | 10  | 11  | 12  | 13  | 14  | 15  | 16  | Punkte | Rang |
| ------ | ----------------- | ---------------- | --- | --- | --- | --- | --- | --- | --- | --- | --- | --- | --- | --- | --- | --- | --- | --- | ------ | ---- |
| 2024   | Haupt Racing Team | Mercedes-AMG GT3 | OSC | OSC | LAU | LAU | ZAV | ZAV | NOR | NOR | NÜR | NÜR | SAC | SAC | RBR | RBR | HOC | HOC | 10     | 21.  |
| 2024   | Haupt Racing Team | Mercedes-AMG GT3 |     |     |     |     |     |     |     |     |     |     |     |     |     |     | 6   | 20  | 10     | 21.  |
| 2025   | Winward Racing    | Mercedes-AMG GT3 | OSC | OSC | LAU | LAU | ZAV | ZAV | NOR | NOR | NÜR | NÜR | SAC | SAC | RBR | RBR | HOC | HOC | 93     |      |
| 2025   | Winward Racing    | Mercedes-AMG GT3 | 5   | 121 | 4   | 3   | 14  | 8   | 7   | 10  | DNF | 11  |     |     |     |     |     |     | 93     |      |

| Legende  | Legende            | Legende                                                          |
| Farbe    | Abkürzung          | Bedeutung                                                        |
| -------- | ------------------ | ---------------------------------------------------------------- |
| Gold     | –                  | Sieg                                                             |
| Silber   | –                  | 2. Platz                                                         |
| Bronze   | –                  | 3. Platz                                                         |
| Grün     | –                  | Platzierung in den Punkten                                       |
| Blau     | –                  | Klassifiziert außerhalb der Punkteränge                          |
| Violett  | DNF                | Rennen nicht beendet (did not finish)                            |
| Violett  | NC                 | nicht klassifiziert (not classified)                             |
| Rot      | DNQ                | nicht qualifiziert (did not qualify)                             |
| Rot      | DNPQ               | in Vorqualifikation gescheitert (did not pre-qualify)            |
| Schwarz  | DSQ                | disqualifiziert (disqualified)                                   |
| Weiß     | DNS                | nicht am Start (did not start)                                   |
| Weiß     | WD                 | zurückgezogen (withdrawn)                                        |
| Hellblau | PO                 | nur am Training teilgenommen (practiced only)                    |
| Hellblau | TD                 | Freitags-Testfahrer (test driver)                                |
| ohne     | DNP                | nicht am Training teilgenommen (did not practice)                |
| ohne     | INJ                | verletzt oder krank (injured)                                    |
| ohne     | EX                 | ausgeschlossen (excluded)                                        |
| ohne     | DNA                | nicht erschienen (did not arrive)                                |
| ohne     | C                  | Rennen abgesagt (cancelled)                                      |
| ohne     | keine WM-Teilnahme |                                                                  |
| sonstige | P/fett             | Pole-Position                                                    |
| sonstige | 1/2/3/4/5/6/7/8    | Punktplatzierung im Sprint-/Qualifikationsrennen                 |
| sonstige | SR/kursiv          | Schnellste Rennrunde                                             |
| sonstige | *                  | nicht im Ziel, aufgrund der zurückgelegten Distanz aber gewertet |
| sonstige | ()                 | Streichresultate                                                 |
| sonstige | unterstrichen      | Führender in der Gesamtwertung                                   |